# Julie Carraz-Collin
Julie Carraz (ur. 25 sierpnia 1980 r.) – francuska biathlonistka, jej największym sukcesem jest 5. miejsce w sztafecie w czasie Mistrzostw Europy w 2006 roku.

## Osiągnięcia

### Mistrzostwa Świata
| Rok  | Miejsce | IN | SP | PU | MS | RL |
| 2004 | Oberhof |    | 28 | 44 |    |    |

### Mistrzostwa Europy
| Rok  | Miejsce           | IN | SP | PU | MS | RL |
| 2003 | Forni Avoltri     | 22 | 23 | 25 |    |    |
| 2006 | Langdorf-Arbersee | 22 | 46 |    |    | 5  |

IN – bieg indywidualny, SP – sprint, PU – bieg pościgowy, MS – bieg ze startu wspólnego, RL – sztafeta

### Puchar Świata
| Sezon     | Miejsce |
| --------- | ------- |
| 2003/2004 | 75.     |
| 2006/2007 | 72.     |
| 2007/2008 | 59.     |
| 2008/2009 | 61.     |
| 2009/2010 | 39.     |